# Список Героев Советского Союза (Челябинская область)
Список Героев Советского Союза Челябинской области.

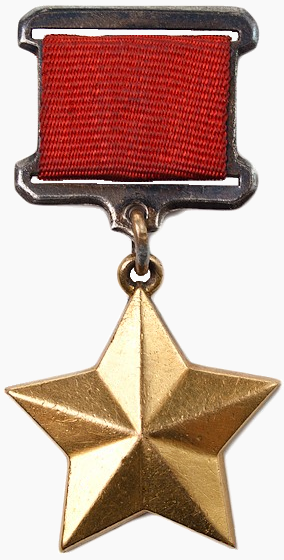
Медаль «Золотая Звезда» — вручалась Героям Советского Союза

## А
- Алабугин, Фёдор Андреевич
- Андрейко, Илья Степанович
- Андрющенко, Сергей Александрович
- Антипин, Михаил Иванович
- Анчугов, Александр Галактионович
- Ардышев, Павел Иванович
- Архангельский, Николай Васильевич
- Архипов, Василий Сергеевич — Дважды Герой

## Б
- Баймурзин, Гаяз Исламетдинович
- Бахарев, Пётр Михайлович
- Безруков, Филипп Иванович
- Белов, Аркадий Степанович
- Белопухов, Евстрат Степанович
- Беспалов, Иван Антонович
- Бибишев, Иван Фролович
- Бикбов, Евгений Архипович
- Борисов, Георгий Алексеевич
- Бояршинов, Василий Иванович
- Брякин, Павел Константинович
- Булаенко, Иван Савельевич

## В
- Валентеев, Степан Елисеевич
- Ванин, Николай Андреевич
- Васёв, Григорий Тимофеевич
- Васильев, Иван Николаевич
- Веденеев, Николай Денисович
- Волошин, Михаил Евстафьевич
- Волынцев, Василий Михайлович

## Г
- Газизуллин, Ибрагим Галимович
- Галин, Михаил Петрович
- Галкин, Михаил Петрович
- Гладков, Василий Дмитриевич
- Глухих, Иван Михайлович
- Глухов, Иван Тихонович
- Говорухин, Иван Ильич
- Головин, Алексей Степанович
- Горин, Николай Кузьмич
- Грешилов, Михаил Васильевич
- Грицевец, Сергей Иванович — Дважды Герой

## Д
- Дейнеко, Николай Григорьевич
- Дема, Леонид Васильевич

## Е
- Евстигнеев, Кирилл Алексеевич — Дважды Герой
- Ельцов, Иван Семёнович
- Емельянов, Дмитрий Иванович
- Ерёмин, Иван Егорович
- Ерёмин, Михаил Иванович

## Ж
- Жмаев, Николай Романович
- Жувасин, Павел Алексеевич

## З
- Загайнов, Георгий Прокопьевич
- Зажигин, Иван Степанович
- Зайцев, Василий Григорьевич
- Здунов, Василий Фёдорович
- Зелёнкин, Егор Фёдорович
- Зеленцов, Виктор Владимирович
- Землянов, Серафим Иванович
- Зернин, Сергей Матвеевич
- Золотухин, Михаил Афанасьевич

## И
- Иванов, Константин Васильевич
- Иванов, Пётр Михеевич
- Изюмов, Николай Андреевич

## К
- Кадыргалиев, Леонид Иванович
- Казаков, Пётр Иванович
- Казанцев, Василий Тихонович
- Калабун, Валентин Васильевич
- Касков, Леонид Александрович
- Качалин, Илья Иванович
- Кашин, Николай Иванович
- Кашпуров, Пётр Афанасьевич
- Киселёв, Рафаил Алексеевич
- Клоков, Всеволод Иванович
- Князев, Николай Иванович
- Колин, Иван Николаевич
- Кондрин, Сергей Фёдорович
- Константинов, Михаил Романович
- Копылов, Василий Данилович
- Корнеев, Владимир Дмитриевич
- Коровин, Яков Ильич
- Костюков, Михаил Иванович
- Кочетков, Михаил Иванович
- Краев, Николай Терентьевич
- Красилов, Алексей Павлович
- Кривенко, Федосий Пимонович
- Крылов, Николай Николаевич
- Кузёнов, Иван Петрович
- Кузнецов, Георгий Степанович
- Кукарин, Иван Александрович
- Кульман, Леэн
- Кунавин, Григорий Павлович
- Куперштейн, Израил Григорьевич
- Кушнов, Михаил Петрович

## Л
- Лаптев, Григорий Михайлович
- Левицкий, Давид Иванович
- Лобырин, Николай Федотович
- Логинов, Александр Борисович
- Луценко, Василий Денисович

## М
- Малахов, Борис Фёдорович
- Мартынов, Владимир Кириллович
- Медведев, Виктор Иванович
- Медяков, Михаил Денисович
- Мельнов, Иван Михайлович
- Мирсков, Андрей Иванович
- Мишустин, Василий Иванович
- Можиевский, Иван Елисеевич
- Мозжерин, Степан Фёдорович
- Мойзых, Евгений Антонович
- Москалёв, Дмитрий Егорович
- Мохлаев, Фёдор Платонович
- Мурзагалимов, Газис Габидулович
- Мусохранов, Александр Филиппович

## Н
- Надеждин, Пётр Филиппович
- Неатбаков, Хамит Ахметович
- Невзгодов, Андрей Иванович
- Нелюбин, Иван Яковлевич
- Немчинов, Иван Николаевич
- Немчинов, Михаил Антонович

## О
- Обухов, Александр Васильевич
- Огнёв, Павел Егорович
- Озимин, Михаил Иванович
- Олейник, Михаил Иванович

## П
- Павлов, Василий Александрович
- Павлов, Иван Фомич — Дважды Герой
- Паньков, Василий Игнатьевич
- Патраков, Александр Фёдорович
- Пилютов, Пётр Андреевич
- Плотников, Александр Григорьевич
- Полищук, Спиридон Кириллович
- Пономарёв, Павел Иванович
- Попов, Геннадий Петрович
- Попович, Павел Романович — Дважды Герой
- Похвалин, Василий Алексеевич
- Пьянзин, Иван Семёнович

## Р
- Разин, Василий Алексеевич
- Ракшин, Дмитрий Сергеевич
- Распопин, Пётр Фёдорович
- Репин, Степан Спиридонович
- Русанов, Михаил Гаврилович
- Рындя, Василий Ильич

## С
- Саблин, Владимир Филиппович
- Салтыков, Иван Павлович
- Самусев, Николай Никифорович
- Сафонов, Фёдор Матвеевич
- Сергиенко, Николай Дмитриевич
- Сириченко, Николай Трофимович
- Ситников, Вениамин Иванович
- Скачков, Виктор Михайлович
- Смирных, Леонид Владимирович
- Собко, Максим Ильич
- Старков, Георгий Вениаминович
- Старченков, Иван Сергеевич
- Столяров, Николай Иванович
- Сугоняев, Александр Константинович
- Султанов, Барый
- Суслов, Александр Андреевич
- Сырцов, Дмитрий Дмитриевич

## Т
- Тарасенко, Иван Иванович
- Ташкин, Михаил Александрович
- Твердохлебов, Арсентий Савельевич
- Ткаченко, Яков Тарасович
- Токарев, Степан Кириллович
- Толкачёв, Григорий Васильевич
- Тузов, Николай Иосифович

## У
- Усатюк, Иван Романович

## Ф
- Феничев, Никифор Ильич
- Фигичев, Валентин Алексеевич
- Фоминых, Евгений Иванович

## Х
- Хохряков, Семён Васильевич — Дважды Герой
- Худяков, Николай Александрович

## Ч
- Чекиров, Кузьма Емельянович
- Чернышов, Алексей Фёдорович
- Чернышенко, Виктор Семёнович
- Чипишев, Василий Иванович
- Чухарев, Александр Иванович

## Ш
- Шаров, Василий Васильевич
- Шепелев, Николай Фёдорович
- Шишкин, Александр Павлович
- Шкенёв, Григорий Александрович
- Шокуров, Александр Алексеевич

## Щ
- Щур, Феодосий Андреевич

## Ю
- Южанинов, Иван Васильевич
- Южилин, Александр Григорьевич

## Я
- Якушкин, Георгий Трофимович
- Ященко, Николай Иванович

## Другие
Герои Советского Союза — воины 63-й гвардейской Челябинской добровольческой танковой бригады:
- Кружалов, Василий Иванович
- Кулешов, Павел Павлович
- Романченко, Иван Ефимович
- Сурков, Фёдор Павлович
- Фомичёв, Михаил Георгиевич — Дважды Герой
- Цыганов, Пётр Иванович

Герои Советского Союза — воспитанники Челябинского Высшего военного авиационного Краснознаменного училища штурманов:
- Аргунов, Николай Филиппович
- Балдин, Анатолий Михайлович
- Бондарь, Александр Афанасьевич
- Верняев, Анатолий Яковлевич
- Волков, Дмитрий Петрович
- Гашков, Алексей Вениаминович
- Глушков, Николай Николаевич
- Гунбин, Николай Александрович
- Девятьяров, Александр Андреевич
- Евдокимов, Григорий Петрович
- Иванов, Александр Иванович
- Кадомцев, Анатолий Иванович
- Кочетков, Николай Павлович
- Крупин, Андрей Петрович
- Кудрявцев, Сергей Сергеевич
- Лакатош, Владимир Павлович
- Лядов, Григорий Григорьевич
- Макаров, Зосим Исаакович
- Марьин, Иван Ильич
- Опрокиднев, Борис Константинович
- Паничкин, Михаил Степанович
- Паничкин, Николай Степанович
- Пахотищев, Николай Дмитриевич
- Петров, Александр Фёдорович
- Рубан, Андрей Фролович
- Тараканчиков, Николай Ильич
- Топорков, Яков Николаевич
- Тюрин, Леонид Фёдорович
- Федяков, Иван Лаврентьевич
- Фролов, Александр Филиппович
- Хальзов, Виктор Степанович
- Яловой, Фёдор Степанович
- Яновский, Иван Иванович
- Ящук, Ростислав Давыдович